# Vozokany (powiat Topolczany)
Vozokany – wieś (obec) na Słowacji, w kraju nitrzańskim, w powiecie Topolczany na Nizinie Naddunajskiej.